# 드레스덴 국립 관현악단

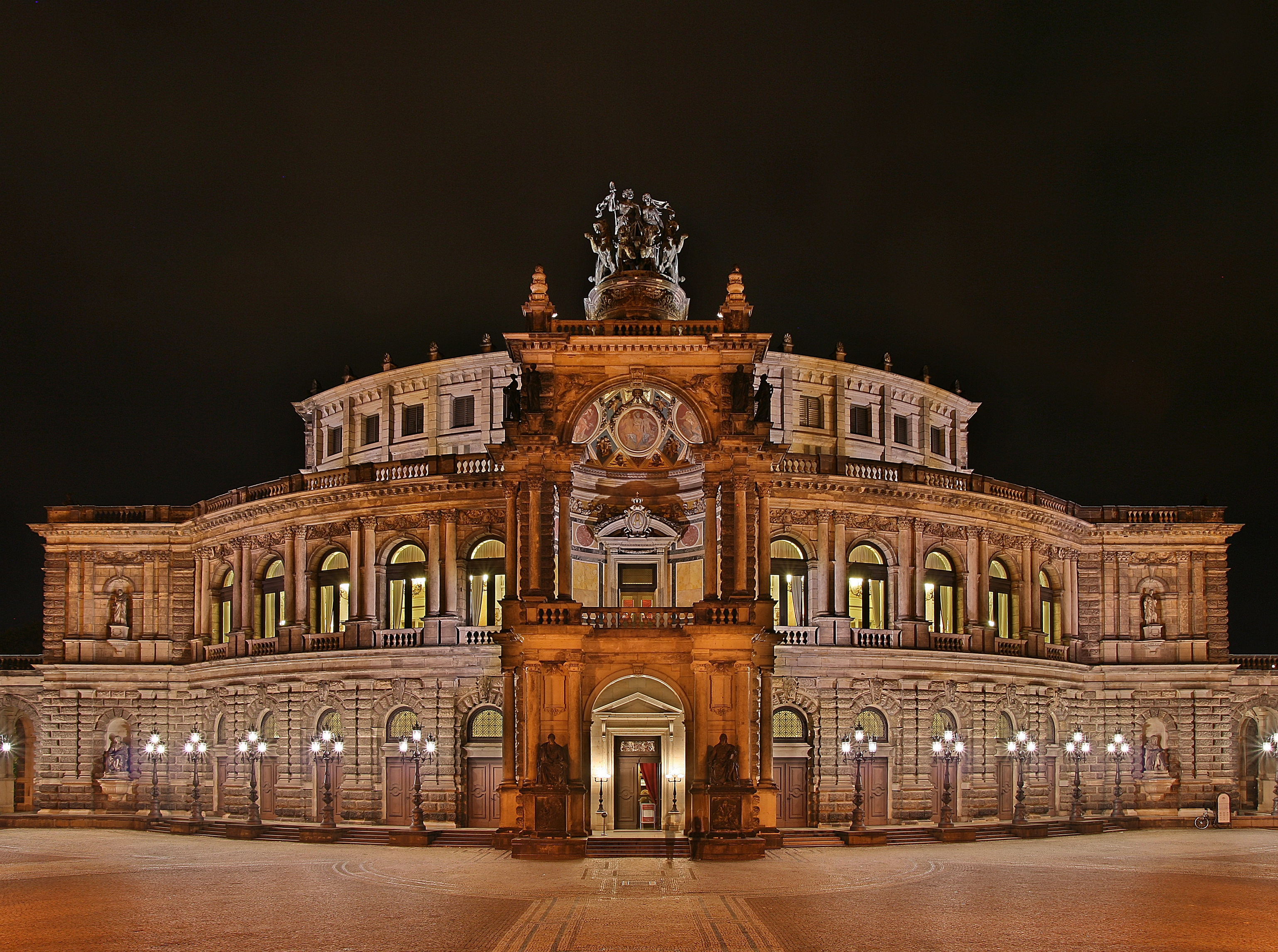

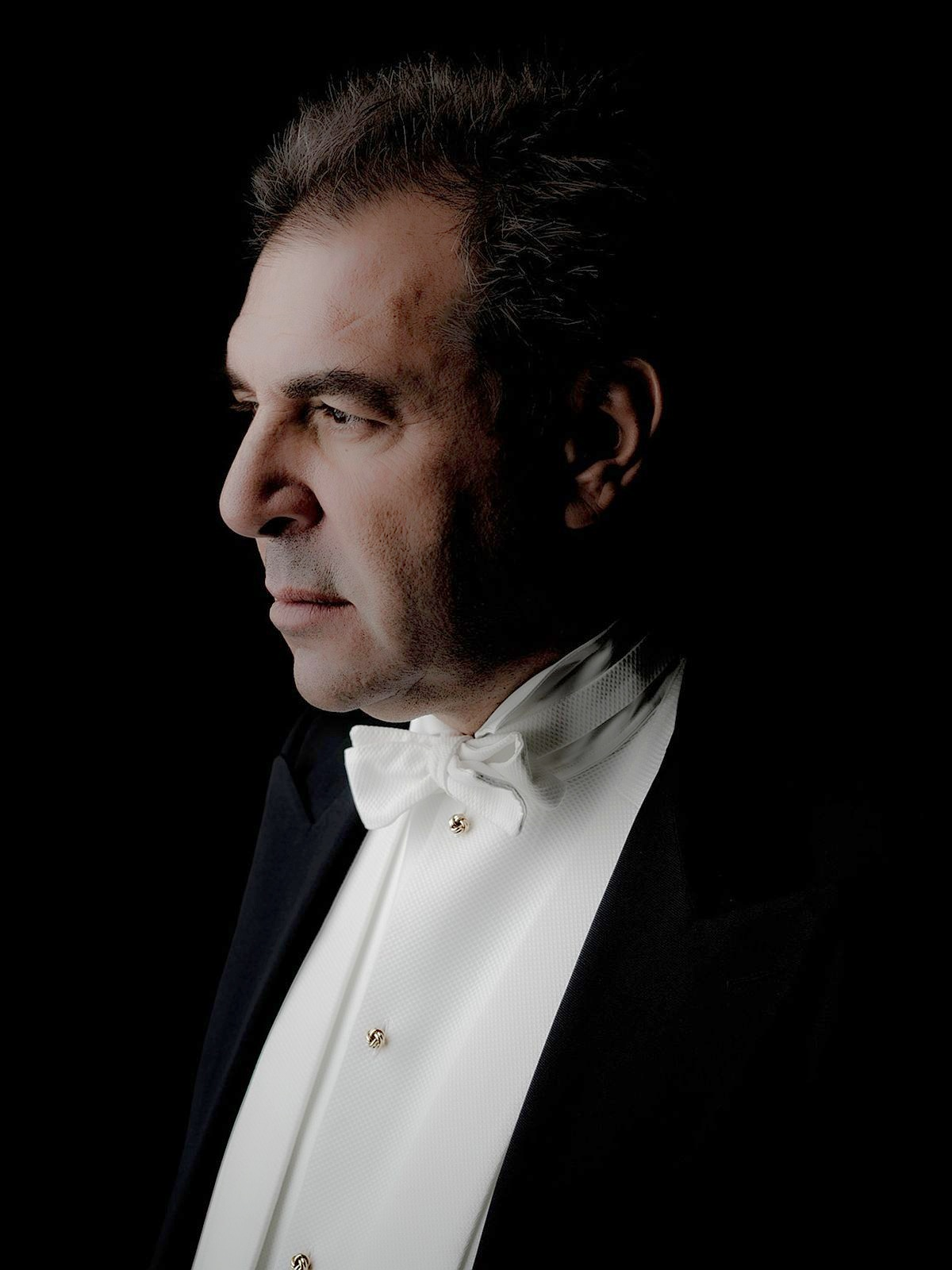
Daniele Gatti (2017)], 2024년부터 수석 지휘자

드레스덴 국립 관현악단(독일어: Staatskapelle Dresden)은 독일 동부의 드레스덴을 본거지로 하는 악단으로, 정식 명칭은 드레스덴 작센 국립 관현악단(Sächsische Staatskapelle Dresden)이다. 세계에서 가장 오래된 관현악단 중 하나로 유명하다.

## 역사
1548년 9월 22일에 설립된 작센 선제후 모리츠의 궁정 악단이 시초이며, 초대 악장(Kapellmeister)으로 요한 발터가 임명되었다. 발터 이후에는 르 메스트르, 스칸델로, 피넬리, 미하엘 등이 카펠마이스터 직위를 계승했으며, 하인리히 쉬츠는 최초로 궁정악장(Hofkapellmeister)을 역임했다. 18세기를 거치면서 편성도 확대되었고, 종교 의식이나 궁정극장에서 상연되던 오페라 등 무대 작품 공연에도 동원되었다.
베버와 바그너도 궁정악장을 역임했으며, 1841년에는 고트프리트 젬퍼의 설계로 건립된 작센 국립오페라극장(통칭 젬퍼오퍼)의 상주 악단이 되었다. 19세기 후반에는 율리우스 리츠나 프란츠 뷜너, 에른스트 폰 슈흐 등 근대 지휘법의 기초를 닦은 명사들이 활동했다. 슈흐의 후임으로는 프리츠 라이너와 프리츠 부슈, 칼 뵘 등이 활동했으며, 제3제국 시대에도 제국 관현악단의 일원으로 존속했다. 그러나 1944년에 괴벨스의 총동원령에 의해 활동이 정지되었으며, 1945년 미국과 영국 공군의 드레스덴 대공습으로 인해 상주 공연장이었던 국립오페라극장이 전소되었다.
종전 후 요제프 카일베르트를 카펠마이스터로 맞아들여 활동을 재개했으며, 이어 루돌프 켐페와 프란츠 콘비츠니, 로브로 폰 마타치치 등이 직위를 이어받았다. 1985년에 젬퍼오퍼의 복구 공사가 완료되자 상주 악단으로 다시 들어갔으며, 오페라 공연 때는 드레스덴 국립오페라극장 관현악단이라는 명칭으로 출연하고 있다. 2012년 독일 출신의 크리스티안 틸레만이 카펠마이스터로 부임해 2024년까지 재직 후 물러날 예정이다.

## 주요 활동
역사가 굉장히 오래된 악단인 만큼, 독일 음악사에 끼친 영향도 대단히 크다. 초기에는 주로 이탈리아 출신 음악가들을 악장으로 초빙해 독일에 이탈리아 음악을 유입시키는 역할을 자주 수행했고, 19세기 초반에는 베버와 바그너에 의해 독일 낭만주의 오페라가 기틀을 닦는 데 이바지하기도 했다. 리하르트 슈트라우스도 자신의 오페라와 교향시를 직접 지휘해 자주 공연했으며, 뵘과 켐페, 콘비츠니는 오페라 외에 콘서트 활동에 주력할 수 있는 기틀을 마련했다.
녹음 활동도 1930년대부터 활발하게 진행했으며, 전후 도이체 그라모폰과 EMI에서 리하르트 슈트라우스의 관현악 작품을 중심으로 여러 장의 음반들을 발매했다. 냉전 시대에는 동독 국영 음반사인 도이체 샬플라텐에서 대부분의 녹음을 제작했으며, 특히 블롬슈테트가 남긴 베토벤 교향곡 전집과 브루크너 교향곡들이 유명하다. 시노폴리도 도이체 그라모폰에 로베르트 슈만과 브루크너, 슈트라우스 작품 등을 취입했으며, 루이시도 소니 클래시컬에 슈트라우스의 교향시를 녹음하고 있다. 최근에는 정명훈이 일본 바이올리니스트 가시모토 다이신과 소니 클래시컬에 베토벤 바이올린 협주곡을 녹음했다.
역사와 전통을 자랑하는 보수적인 악단이라 현대 작품의 공연은 많지 않지만, 독일 음악의 연주에 있어서는 가장 정통적이라는 평을 받고 있다. 이는 사회주의 체제 때에도 마찬가지였으며, 지금도 어느 지휘자와 상관 없이 고풍스러운 음향을 유지하고 있다. 주로 중부독일 방송국(MDR)에서 연주회와 오페라 공연을 중계하고 있으며, 단원들의 실내악 연주회와 프라우엔 교회에서 진행하는 종교음악 연주회도 개최하고 있다.

## 역대 지휘자
- 요한 발터 (1548–1554 악장)
- 마테우스 르 메스트르 (1555-1568 악장)
- 안토니오 스칸델로 (1568-1580 악장)
- 조반니 바티스타 피넬리 (1580-1584 악장)
- 로기에르 미하엘 (1587-1619 악장)
- 하인리히 쉬츠 (1615-1672 궁정악장)
- 빈첸초 알브리치 (1654-1680 악장)
- 조반니 안드레아 본템피 (1656-1680 악장)
- 카를로 팔라비치니 (1666-1688 악장)
- 니콜라우스 아담 슈투룽크 (1688-1700 궁정악장)
- 요한 크리스토프 슈미트 (1697-1728 궁정악장)
- 안토니오 로티 (1717-1719 악장)
- 요한 다비드 하이니헨 (1717-1729 악장)
- 조반니 알베르토 리스토리 (1725-1733 악장)
- 요한 아돌프 하세 (1733-1763 궁정악장)
- 요한 고틀리브 나우만 (1776-1801 궁정악장)
- 페르디난도 파에르 (1802-1806 궁정악장)
- 프란체스코 모를라키 (1810-1841 궁정악장)
- 칼 마리아 폰 베버 (1816-1826 궁정악장)
- 칼 고틀리브 라이시거 (1826-1859 궁정악장)
- 리하르트 바그너 (1843-1848 궁정악장)
- 칼 아우구스트 크렙스 (1850-1880 악장)
- 율리우스 리츠 (1860-1877 궁정악장)
- 프란츠 뷜너 (1877-1882 궁정악장)
- 에른스트 폰 슈흐 (1872-1914 궁정악장, 1884-1914 수석지휘자)
- 헤르만 쿠츠슈바흐 (1898-1936 악장)
- 쿠르트 슈트리글러 (1905-1958 악장)
- 칼 펨바우어 (1913-1939 악장)
- 프리츠 라이너 (1914-1921 수석지휘자)
- 프리츠 부슈 (1922-1933 수석지휘자)
- 칼 뵘 (1934-1942 수석지휘자)
- 칼 엘멘도르프 (1943-1944 수석지휘자)
- 요제프 카일베르트 (1945-1950 수석지휘자)
- 루돌프 켐페 (1950-1953 수석지휘자)
- 프란츠 콘비츠니 (1953-1955 수석지휘자)
- 로브로 폰 마타치치 (1956-1958 수석지휘자)
- 오트마 주이트너 (1960-1964 수석지휘자)
- 쿠르트 잔데를링 (1964-1967 수석지휘자)
- 마르틴 투르노프스키 (1967-1968 수석지휘자)
- 헤르베르트 블롬슈테트 (1975-1985 수석지휘자)
- 한스 폰크 (1985-1990 수석지휘자)
- 주세페 시노폴리 (1992-2001 수석지휘자)
- 베르나르트 하이팅크 (2002-2004 수석지휘자)
- 파비오 루이지 (2007- 2010 수석지휘자)
- 크리스티안 틸레만 (2012-2024 수석지휘자)

1914년부터 임명된 수석지휘자들은 공식적으로 카펠마이스터(kapellmeister)의 직함도 동시에 수여받고 있다. 이외에 정명훈이 2012년 이 악단 역사상 최초의 수석객원지휘자로 임명되어 말러 교향곡 사이클을 진행하고 유럽과 아시아 투어를 수행하는 등 틸레만의 업무를 분담하면서 성공적으로 직책을 수행하고 있으며, 현재도 그 직을 유지하고 있다.